# 薛宗起
薛宗起（？—？），河东郡汾阴县（今山西省运城市万荣县）人，北魏直阁。
太和二十年（496年）正月，北魏大臣们商议河东薛氏为河东郡繁盛的家族，魏孝文帝说：“薛氏是蜀族，怎么可以进入郡姓！”薛宗起此时手执戟站在殿下，从群臣中站出来回答说：“臣的先祖于汉末在蜀汉做官，两世人以后重新回到河东，到今天已经是传承了六世，不是蜀人。臣认为陛下是黄帝的后裔，受封在北土，怎么可以称之为胡人呢！今天不参与郡姓，我还活着干什么！”薛宗起将手执的戟扔在地上摔成碎片。魏孝文帝缓缓的说：“那么朕甲等，爱卿乙等吗？”河东薛氏因此才进入郡姓，魏孝文帝还说：“爱卿不是‘宗族之英起’，是‘让宗族崛起’啊！”《北史·薛聪传》记载薛聪和魏孝文帝有类似的对话，司马光考证后遵从了元行冲《后魏国典》的记载。